# Jonathan Mould
Jonathan "Jon" Mould (Newport, Gal·les, 4 d'abril de 1991) és un ciclista gal·lès, professional des del 2012 i actualment a l'equip JLT Condor. Combina la carretera amb el ciclisme en pista.

## Palmarès en pista
- 2008
  -  Campió del Regne Unit en Persecució per equips
- 2009
  -  Campió d'Europa júnior en Madison (amb Christopher Whorrall)
- 2011
  -  Campió del Regne Unit en Scratch
  -  Campió del Regne Unit en Òmnium
- 2013
  -  Campió del Regne Unit en Madison
  -  Campió del Regne Unit en Òmnium

## Palmarès en ruta
- 2017
  - Vencedor d'una etapa al New Zealand Cycle Classic